# Phillip Bladh
Phillip Bladh ist ein US-amerikanischer Tontechniker. Er wurde für seine Arbeit am Film Sound of Metal im Rahmen der Oscarverleihung 2021 ausgezeichnet.

## Leben
Phillip Bladh besuchte die Los Angeles Recording School und erwarb dort im Jahr 2008 einen Bachelor-Abschluss in Recording Arts.
Er ist Mitglied der IATSE und wurde im Sommer 2021 Mitglied der Academy of Motion Picture Arts and Sciences.

## Filmografie (Auswahl)
- 2011: Finders, Keepers, Thieves and Killers
- 2012: Battle Force – Todeskommando Aufklärung (Battle Force)
- 2012: Spin
- 2013: Fireflies
- 2013: Roadside
- 2013: Hänsel und Gretel – Black Forest (Hänsel und Gretel)
- 2014: Starship: Rising
- 2015: Pearly Gates
- 2015: A Play on Words
- 2015: Der Fluch von Downers Grove (The Curse of Downers Grove)
- 2015: Allies Alptraum (Caught)
- 2015–17: Con Man (Fernsehserie, 25 Folgen)
- 2016: Be Somebody
- 2016: The Midnighters
- 2017: 12 Feet Deep
- 2017: Darkness Rising
- 2017: Muse
- 2017: Mississippi Murder
- 2018–19: Lonely and Horny (Fernsehserie, 10 Folgen)
- 2018: Office Uprising
- 2018: Model Home
- 2018: Destroyer
- 2018: Welcome Home
- 2018–19: This Close (Fernsehserie, 14 Folgen)
- 2019: Bit
- 2019: Light of My Life
- 2019: Sound of Metal

## Auszeichnungen
British Academy Film Award
- 2021: Auszeichnung für den Besten Ton (Sound of Metal)

London Critics’ Circle Film Award
- 2021: Nominierung für die Beste technische Leistung – Sounddesign (Sound of Metal)[4]

Oscarverleihung
- 2021: Auszeichnung für den Besten Ton (Sound of Metal)